# Politiecel

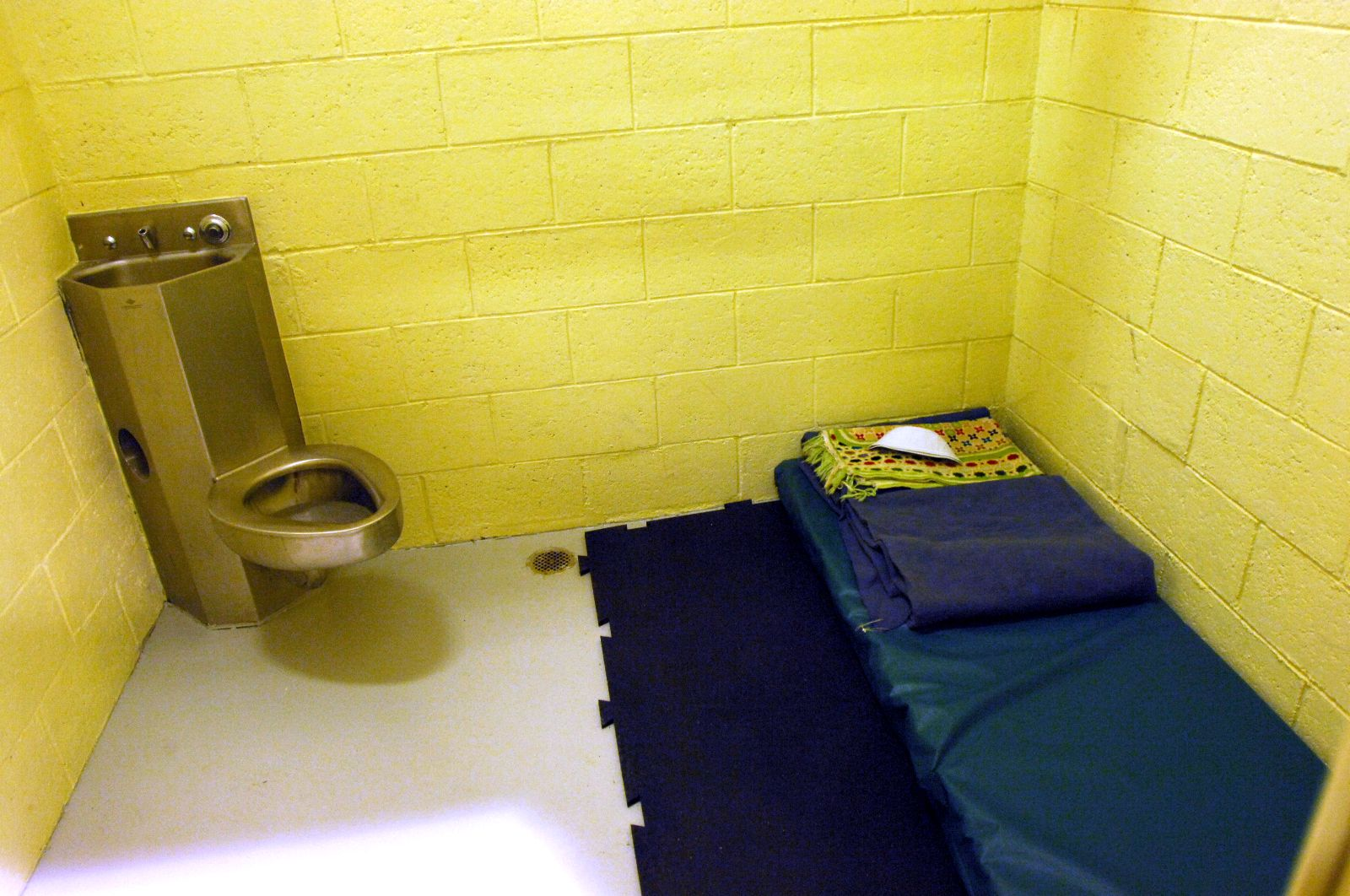
Een politiecel

Een politiecel is een afgesloten ruimte in een politiebureau waarin arrestanten kunnen worden vastgezet. De ruimte is zeer sober en bestand tegen vandalisme. Er is doorgaans een verhoging waarop een matras kan worden gelegd, vaak een betonnen tafeltje, een toilet en een wastafel van onbreekbaar materiaal, bijvoorbeeld roestvast staal. Er is een intercom aanwezig. Soms is er ook een observatiecamera aanwezig om de arrestant in de gaten te kunnen houden. Dit is vooral gewenst bij een zieke of mogelijk suïcidale arrestant. Het is doorgaans niet mogelijk vanuit een politiecel naar buiten te kijken. Wel is er een Europese richtlijn dat cellen daglicht moeten toelaten. Meestal gebeurt dat via een ruit van matglas.
Veel kleinere politiebureaus zijn 's nachts gesloten en arrestanten kunnen daar dan niet overnachten. Cellen in dergelijke bureaus hebben dan ook geen slaapgelegenheid. Ze worden ook wel ophoudruimte of ophoudcel genoemd. Arrestanten die moeten overnachten worden dan overgeplaatst naar een groter politiebureau.
Een iets ander type politiecel is de dronkenmanscel. Deze is bestemd voor mensen die onder invloed zijn van alcohol of andere geestbeïnvloedende middelen, en dienen vooral om iemand de roes te laten uitslapen. Dronkenmanscellen zijn vaak geheel leeg, dus ook zonder bed, toilet of wasbak, om te voorkomen dat een ingeslotene zich hieraan kan bezeren. Wel is er een intercom en camerabewaking. Soms heeft een dronkenmanscel vloerverwarming om te voorkomen dat iemand die bewusteloos op de grond ligt, onderkoeld raakt.
In een politiecel heerst een streng regime. Er is zeer beperkt mogelijkheid om de cel te verlaten en naar een zogenaamde 'luchtruimte' te gaan, waar bijvoorbeeld de mogelijkheid is om te roken. Op vaste tijdstippen worden eenvoudige maaltijden geserveerd. Contact met andere arrestanten wordt zo veel mogelijk verhinderd. In de cel is het vaak mogelijk naar de radio te luisteren of iets te lezen.

## Regelgeving in Nederland
Bij insluiting moet de arrestant persoonlijke bezittingen afgeven alsmede kledingstukken die mogelijk gevaar kunnen opleveren, zoals riemen, dassen, schoenveters etc. Deze worden bij vrijlating weer teruggegeven. De politie heeft ook de bevoegdheid om deze persoonlijke spullen te doorzoeken, in het kader van het strafrechtelijk onderzoek. In bijzondere gevallen wordt van de arrestant geëist dat deze alle kleding inlevert en krijgt dan een geheel papieren pak (een zogenaamd 'scheurpak').
Iemand die is aangehouden en meegenomen naar het politiebureau mag in een dergelijke cel maximaal 9 uur worden vastgehouden. Daarbij wordt de tijd tussen middernacht en 9:00 uur niet meegeteld (art. 61 lid 4 Wetboek van Strafvordering). Iemand die in de nacht is ingesloten, mag dus uiterlijk tot 18:00 uur van de daaropvolgende dag worden vastgehouden. Deze tijd kan worden gebruikt voor verhoor en/of voor het opstellen van een proces-verbaal.
Als het voor het strafrechtelijk onderzoek nodig wordt geacht, kan een hulpofficier of een officier van justitie besluiten iemand in verzekering te stellen, waardoor diegene nog eens drie etmalen kan worden vastgehouden. Deze periode kan daarna desnoods nog eens met 72 uur worden verlengd. Uiterlijk na deze periode moet de verdachte (voorlopig of voorwaardelijk) in vrijheid worden gesteld, tenzij een rechter-commissaris Inbewaringstelling gelast. Dat gebeurt echter niet meer in een politiecel maar in een huis van bewaring.
Tijdens het verblijf in de politiecel heeft een arrestant recht op bijstand door een advocaat. Door een uitspraak van het Europees Hof voor de Rechten van de Mens op 27 november 2008 is bepaald dat de arrestant al vanaf (en inclusief) het eerste verhoor recht heeft op een advocaat.
In geval van medische problemen kan bovendien door de politie een forensisch arts worden geconsulteerd.